# Ignazio Porro
Ignazio Porro (25 de noviembre de 1801 – 8 de octubre de 1875) fue un inventor de instrumentos ópticos italiano.
Su nombre está estrechamente asociado con el sistema de prismas (denominado prismas de Porro) que inventó alrededor de 1850 y que es utilizado en la construcción de prismáticos.
También ideó uno de los primeros desarrollos de una cámara fotográfica de cinta (con un negativo alargado) para cartografía en 1853.

## Biografía

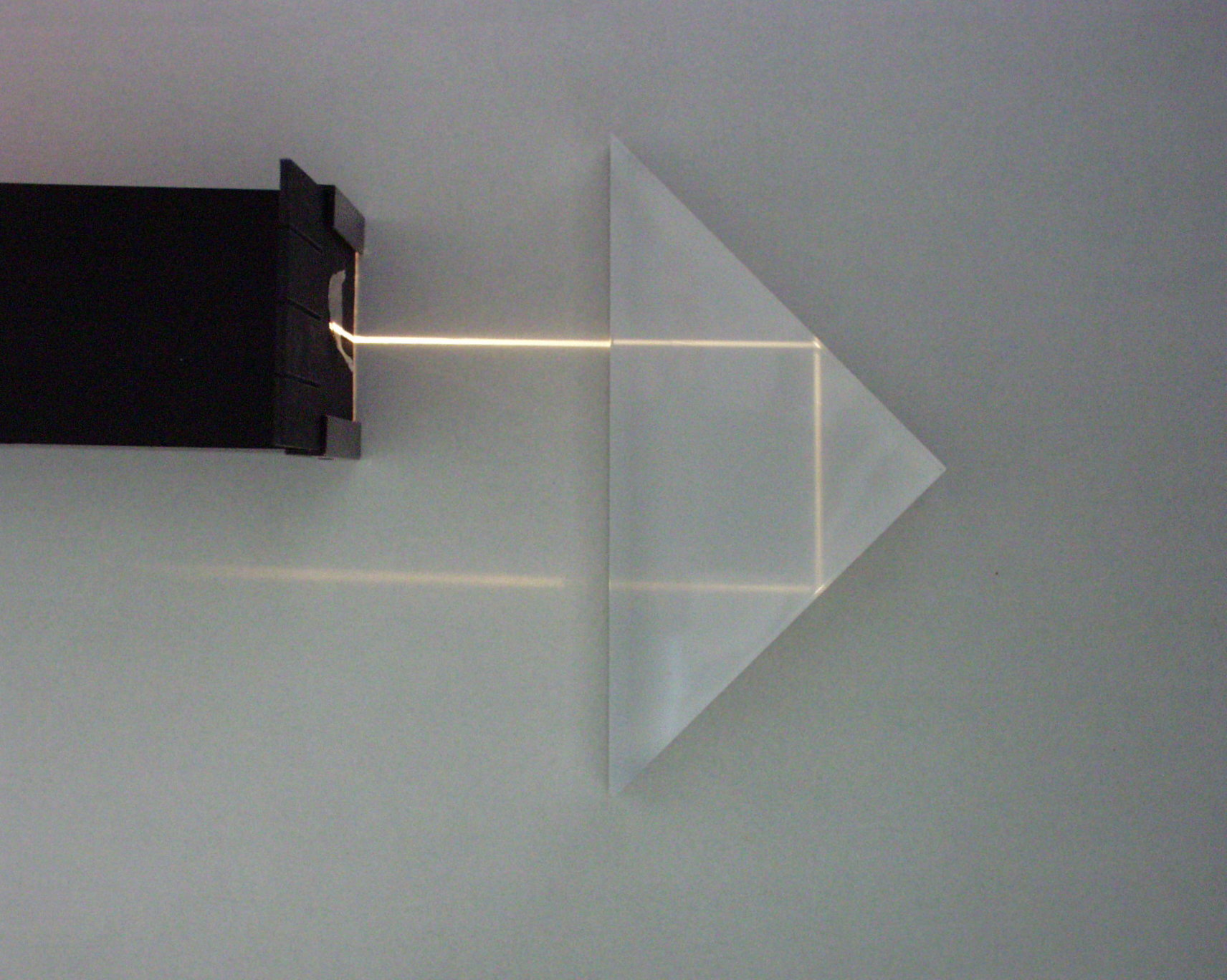
Reflexión interna total en un prisma de Porro.

En 1836 ingresó en el cuerpo de Ingenieros Militares del Reino de Cerdeña. Unos años más tarde ejecutó para Giuseppe Médail (primer promotor del Túnnel Ferroviario del Frejus) el levantamiento topográfico del terreno entre Bardonecchia y Modane. En 1840 diseñó el trazado de la línea ferroviaria entre Génova y Sale di Alessandria, y la rama de conexión con la ciudad de Pavía. Posteriormente participó en la fundación de Tecnomasio y luego fundó en 1865 la Filotecnica, que se fue desarrollado bajo la dirección de su alumno Angelo Salmoiraghi, convirtiéndose en la Filotecnica-Salmoiraghi.
Además del prisma que lleva su nombre, Porro introdujo numerosas innovaciones importantes en la óptica y e la topografía.
El Istituto Tecnico Industriale del Estado (I.T.I.S.) de la ciudad de Pinerolo, fue denominado en su honor Sociedad Italiana de Fotogrametría "Ignazio Porro".

## Publicaciones
- De Vincentis, Francesco (1999). «Ignazio Porro (1801-1875) e la nascita dell’ottica applicata in Italia». Giornale di Fisica (en italiano) 40 (3): 165-176.
- Mazzucato, Michele T. (julio/agosto 2012). «Ignazio Porro: un geniale ma poco conosciuto ottico». Atti Fondazione G. Ronchi (en italiano) LXVII (4): 499-515.
- Ragona, Domenico (1858). «Il cav. Porro e le sue invenzioni». Giornale Officiale di Sicilia (en italiano) (n° 28/29): 1-22.
- Schiaparelli, Giovanni Virginio (1910). «Ignazio Porro». Rivista di Astronomia e Scienze Affini (en italiano) (4): 1-12.